# Transferin
Transferin (siderofilin) je transportni protein gvožđa u plazmi. Kod ljudi je kodiran TF genom.  Transportuje ga od mjesta apsorpcije i mesta razgradnje do mesta eritropoeze (koštana srž). Normalno je oko 30% transferina zasićeno gvožđem.
Transferin ima relativnu molekulsku masu 77 000. Sintetiše se najviše u jetri, manjim delom retikuloendotelnom sistemu i endokrinim žlezdama (testisi, ovariji). Poluživot mu je 7,5 dana, a mesto katabolizma je nepoznato. Osim katjona gvožđa transferin vezuje i katjone bakra, cinka, kobalta i kalcijuma. Fiziološki značaj ima jedino vezanje gvožđa i bakra. Određivanje sadržaja transferina bitno je za diferencijalnu dijagnozu anemija i za praćenja efekta terapija pri lečenju anemija.

## Literatura
- Hershberger CL; Larson JL; Arnold B;  . (1992). „A cloned gene for human transferrin”. Ann. N. Y. Acad. Sci. 646: 140—54. PMID 1809186. doi:10.1111/j.1749-6632.1991.tb18573.x.
- Bowman BH, Yang FM, Adrian GS (1989). „Transferrin: evolution and genetic regulation of expression”. Adv. Genet. 25: 1—38. PMID 3057819. doi:10.1016/S0065-2660(08)60457-5.
- Parkkinen J, von Bonsdorff L, Ebeling F, Sahlstedt L (2003). „Function and therapeutic development of apotransferrin”. Vox Sang. 83 (Suppl 1): 321—6. PMID 12617162.

## Spoljašnje veze
- Transferrin на 